# タランテラ

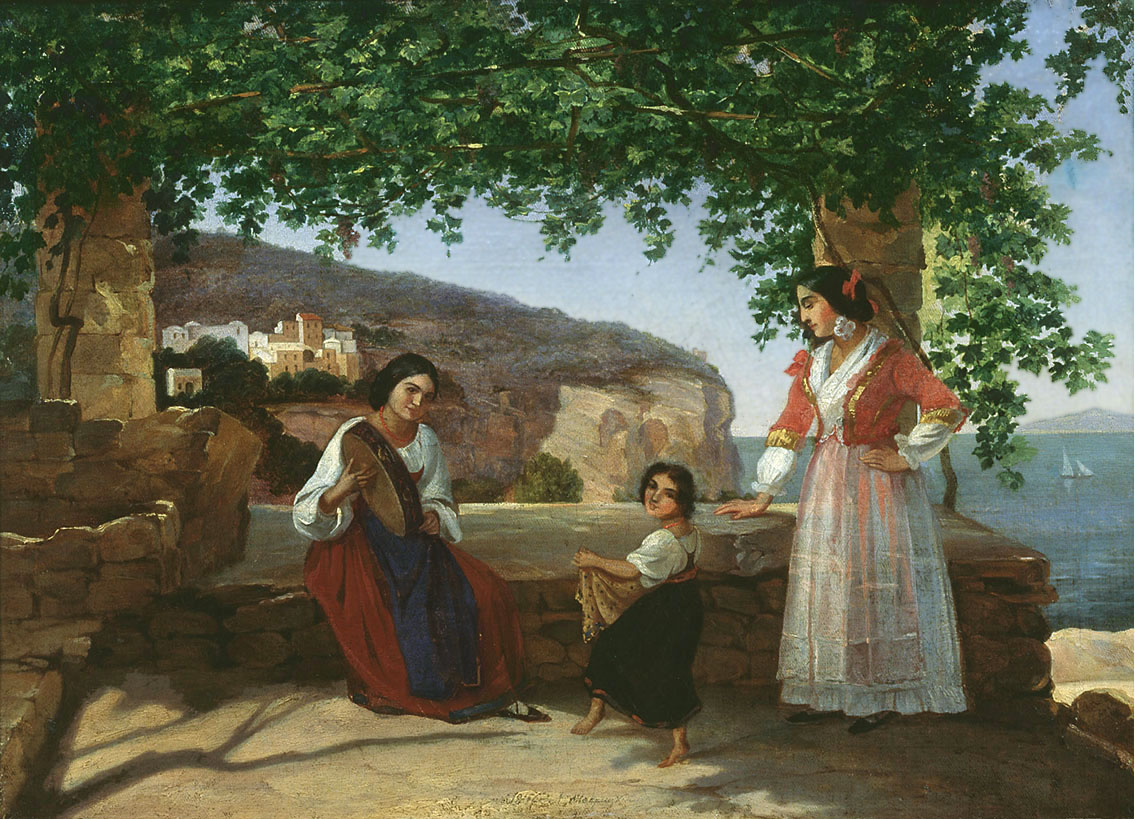
タランテラを踊る女性（1846年）

タランテラ (tarantella) は、イタリア・ナポリの舞曲。
3/8または6/8拍子のテンポの速い曲である。曲名は、タラントという町の名前に由来するという。また、同じ町の名を由来とする毒蜘蛛のタランチュラに噛まれると、その毒を抜くために踊り続けなければならないとする話から付けられたという説もあるほか、その毒の苦しさゆえに踊り狂って死に、それを表現したという説もある。
タランテラの歴史は中世にまで遡ることができ、より古い形式のダンスが起源とされる。マンドリンやタンバリンの演奏に合わせて踊られるが、1つのスタイルに固まるまでいろいろなリズムが存在したらしい。ショパンやリストなども、タランテラを作曲している。
タランテラは、1人で踊ることよりはグループ、特にカップルや女性のペアで踊られることが多い円舞曲である。最初は右回りに踊るが、曲の一区切り毎に回る方向も左になり、テンポも速くなる。これが何回か繰り返され、遅れずについていくのがだんだん難しくなっていく。
タランテラは舞台ではヘンリック・イプセンの『人形の家』、映画では『ゴッドファーザー』などに登場する。

## タランテラの有名な曲
- ブルクミュラー：25の練習曲の第20曲「タランテラ」
- ロッシーニ：歌曲集「音楽の夜会」第8曲「踊り ― ナポリのタランテラ」
  - オットリーノ・レスピーギが「風変わりな店」として編曲している。
- シューベルト：弦楽四重奏曲第14番「死と乙女」第4楽章「プレスト」、ピアノソナタ第19番第4楽章「アレグロ」
- メンデルスゾーン：交響曲第4番「イタリア」第4楽章「サルタレッロ」、無言歌集第8巻第3曲「タランテラ」
- ショパン：タランテラ 作品43
- リスト：巡礼の年 第2年補遺「ヴェネツィアとナポリ」第3曲「タランテラ」
- サン＝サーンス：タランテラ 作品6, ピアノ協奏曲第2番第3楽章「プレスト」
- チャイコフスキー：バレエ「くるみ割り人形」グラン・パ・ド・ドゥ第2曲、管弦楽曲「イタリア奇想曲」第3部「プレスト」・第5部「プレスト」
- ドビュッシー：ピアノ曲「舞曲（スティリー風タランテラ）」
- ラフマニノフ：2台ピアノ用組曲第2番第4楽章「タランテラ」
- ストラヴィンスキー：バレエ音楽「プルチネルラ」、またそれを基にしたプルチネルラ組曲、イタリア組曲に含まれる「タランテラ」
- ボッテジーニ：タランテラ イ短調（コントラバスとピアノ）